# Schalmtest

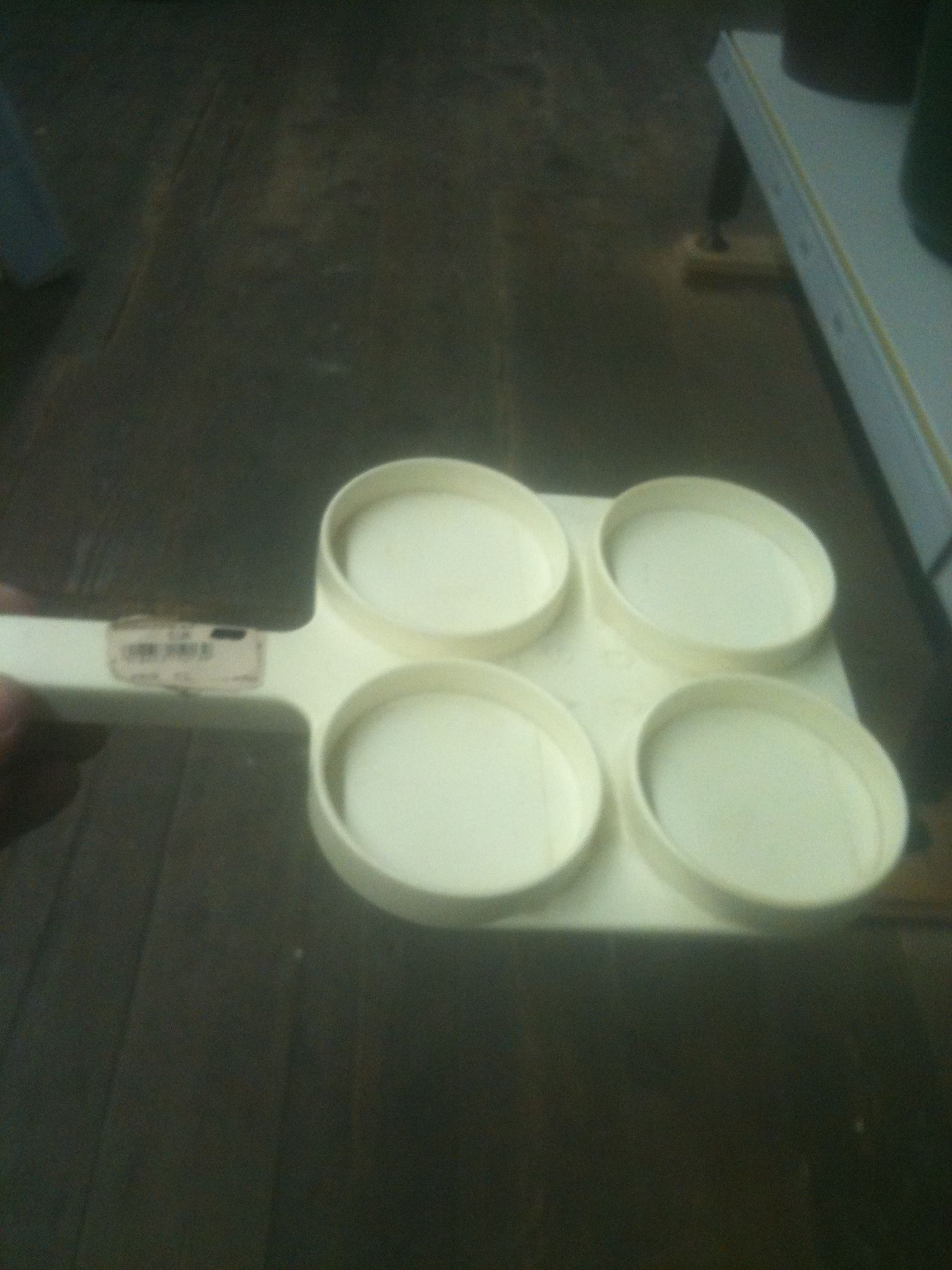
Schalmtestplatte

Als Schalmtest oder California Mastitis Test (CMT) wird ein Kontrollverfahren bezeichnet, bei dem die Anzahl der somatischen Zellen in jedem Euterviertel abgeschätzt werden kann. Dabei werden die etwa vorhandenen Zellmembranen zerstört und die DNA freigesetzt. Diese reagiert dann mit der Testsubstanz zu einem Gel. Anhand der Konsistenz des Gels kann eine Erhöhung des Zellgehalts und damit eine subklinische Mastitis erkannt werden.

## Anwendung
Eine Kunststoffplatte mit vier Vertiefungen wird verwendet, wobei jede Vertiefung für ein Euterviertel genutzt wird.
Zunächst wird die Vormilch verworfen, das heißt entsorgt. Anschließend wird aus jedem Viertel etwas Milch gemolken und eine Testreagenz zugesetzt. Kommt es bei vorsichtiger Bewegung zu einer Gelbildung, so bedeutet dies, dass viele Milchzellen in dieser Milch vorhanden sind.